# Vavřinec (okres Kutná Hora)
Vavřinec (německy Laurenz) je obec v okrese Kutná Hora ve Středočeském kraji. Nachází se asi osmnáct kilometrů západně od Kutné Hory Žije v ní 594 obyvatel. Součástí obce jsou i vesnice Chmeliště a Žíšov. Protéká tudy řeka Výrovka, která je levostranným přítokem Labe. Výrovka na horním toku bývá označována také jako Vavřinec či Vavřinecký potok.

## Historie
První písemná zmínka o osadě pochází z roku 1318. Osada s kostelem byla založena mnichy z konventu svatého Prokopa v Sázavě. 

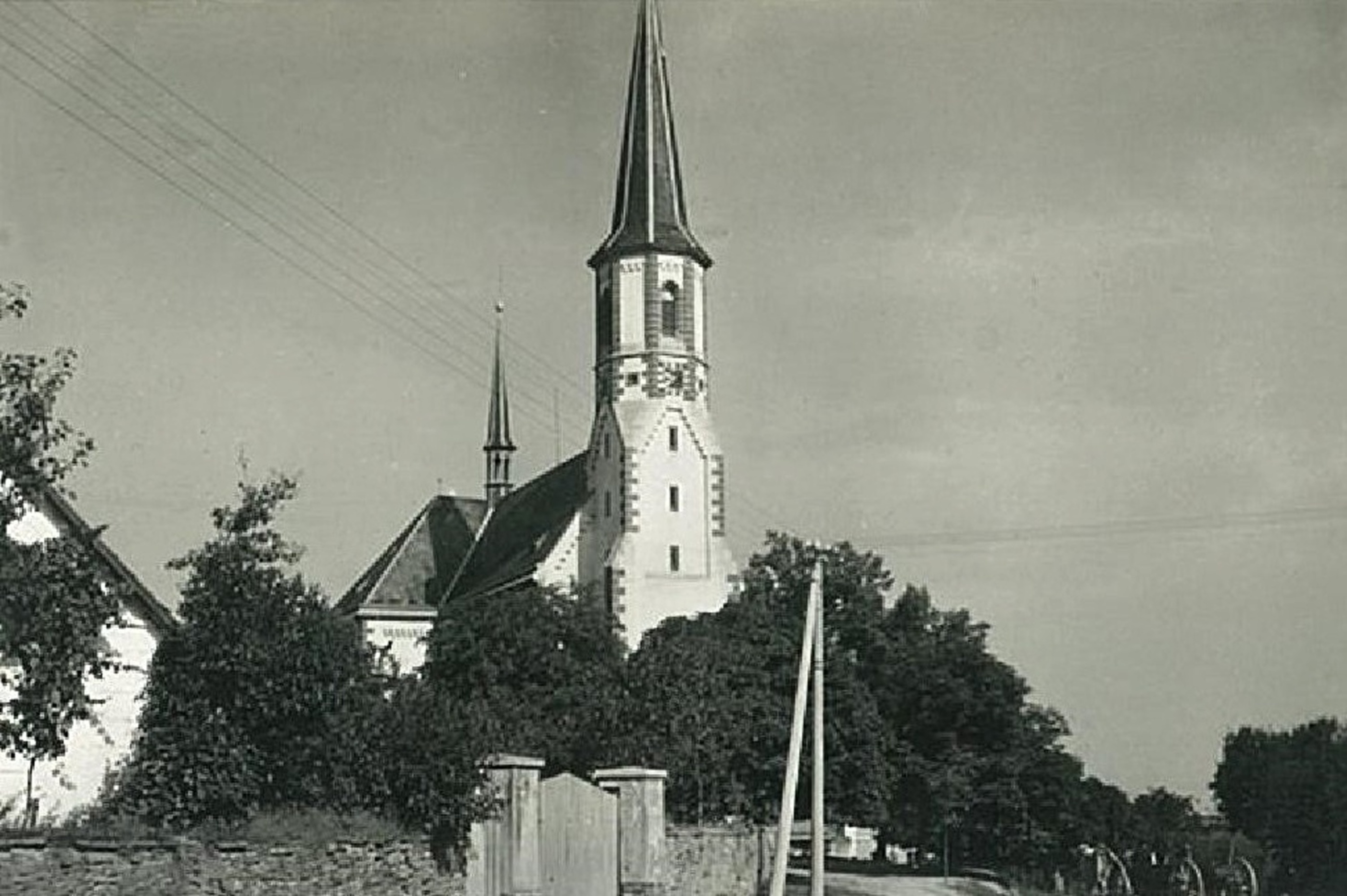
Kostel svatého Vavřince v centru obce, třicátá léta 20. století

Existence farní osady, patřící sázavskému klášteru a pojmenované podle patrona původně románského kostela svatého Vavřince, je doložena rovněž z roku 1359. V roce 1420 byl místní kostel přestavěn v gotickém slohu. V letech 1876–1877 byl přestavěný v novogotickém stylu podle projektu architekta Františka Schmoranze. V 15. století byla místní farnost spravována utrakvistickými a později bratrskými kněžímii.
V 18. století byla v obci zřízena škola, koncem 19. století byla ve Vavřinci postavenanová škola se třemi třídami.
Ve vsi Vavřinec (443 obyvatel, katolický kostel) byly v roce 1932 evidovány tyto živnosti a obchody: bednář, obchod s dobytkem, 2 hostince, kolář, kovář, 2 krejčí, mlýn, porodní asistentka, obchod se smíšeným zbožím, spořitelní a záložní spolek pro Vavřinec, 2 švadleny, trafika, truhlář, zámečník.

## Obyvatelstvo
| Rok            | 1869 | 1880 | 1890 | 1900 | 1910 | 1921 | 1930 | 1950 | 1961 | 1970 | 1980 | 1991 | 2001 | 2011 | 2021 |
| -------------- | ---- | ---- | ---- | ---- | ---- | ---- | ---- | ---- | ---- | ---- | ---- | ---- | ---- | ---- | ---- |
| Počet obyvatel | 908  | 871  | 911  | 858  | 861  | 906  | 846  | 669  | 633  | 566  | 480  | 448  | 449  | 494  | 591  |
| Počet domů     | 140  | 145  | 152  | 147  | 156  | 161  | 179  | 186  | 172  | 164  | 143  | 180  | 223  | 243  | 271  |

## Obecní správa

### Územněsprávní začlenění
Dějiny územněsprávního začleňování zahrnují období od roku 1850 do současnosti. V chronologickém přehledu je uvedena územně administrativní příslušnost obce v roce, kdy ke změně došlo:
- 1850 země česká, kraj Pardubice, politický okres Kolín, soudní okres Uhlířské Janovice[9]
- 1855 země česká, kraj Čáslav, soudní okres Uhlířské Janovice
- 1868 země česká, politický okres Kutná Hora, soudní okres Uhlířské Janovice
- 1939 země česká, Oberlandrat Kolín, politický okres Kutná Hora, soudní okres Uhlířské Janovice[10]
- 1942 země česká, Oberlandrat Praha, politický okres Kutná Hora, soudní okres Uhlířské Janovice[11]
- 1945 země česká, správní okres Kutná Hora, soudní okres Uhlířské Janovice[12]
- 1949 Pražský kraj, okres Kutná Hora[13]
- 1960 Středočeský kraj, okres Kutná Hora
- 2003 Středočeský kraj, obec s rozšířenou působností Kutná Hora

### Obecní symboly
Znak a vlajka byly obci uděleny rozhodnutím předsedy Poslanecké sněmovny Parlamentu České republiky dne 4. dubna 2019.

## Doprava
Do obce vede silnice III. třídy. Ve vzdálenosti čtyři kilometry lze najet na silnici II/125 Kolín–Vlašim. Obcí vede železniční železniční trať Kolín–Ledečko. Je to jednokolejná regionální trať, doprava byla zahájena roku 1900. Na území obce leží železniční zastávky Hatě a Chmeliště. V roce 2011 obcí projížděla příměstská autobusová linka z Uhlířských Janovic (v pracovní dny dva spoje, dopravce Veolia Transport Východní Čechy). V roce 2024 zajíždělo z Uhlířských Janovic do Vavřince v pracovní dny pět autobusových spojů Pražské integrované dopravy.
Po železniční trati jezdilo v pracovní dny v roce 2011 jedenáct párů osobních vlaků, o víkendu sedm párů osobních vlaků. V grafikonu vlkakové dopravy 2023/2024 byly železniční zastávky Hatě a Chmeliště  v pracovní dny obsluhovány třinácti spoji a v neděli devíti spoji.

## Pamětihodnosti
- Pseudogotický (původně románský, později gotický) kostel svatého Vavřince
- Jasan ztepilý – památný strom na louce na kraji vesnice za stodolou čp. 9[15]
- Lípa velkolistá – památný strom u vchodu na hřbitov vlevo u zdi[16]
- Na východním okraji vesnice leží Vavřinecký rybník.

## Galerie

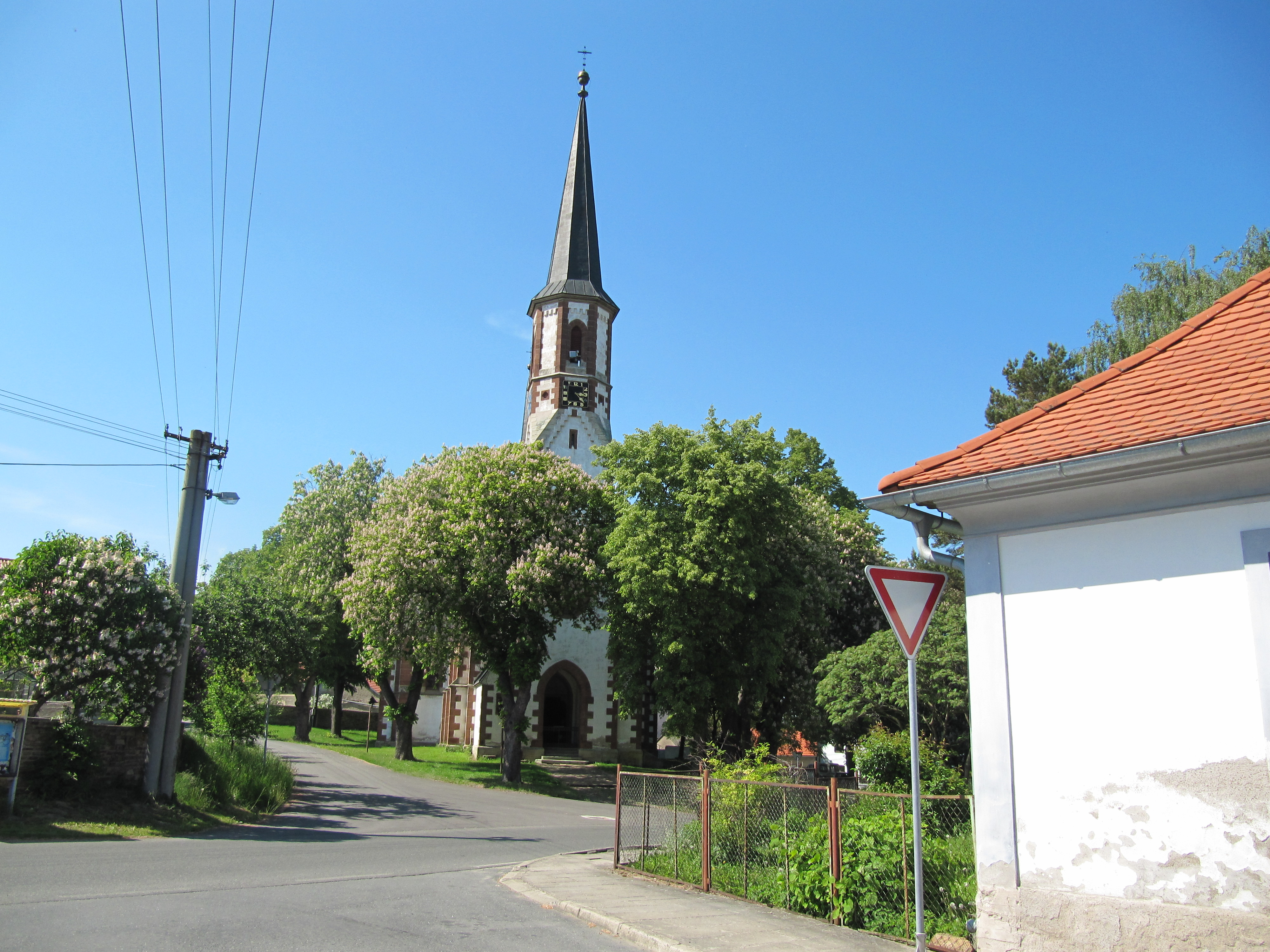
Kostel svatého Vavřince
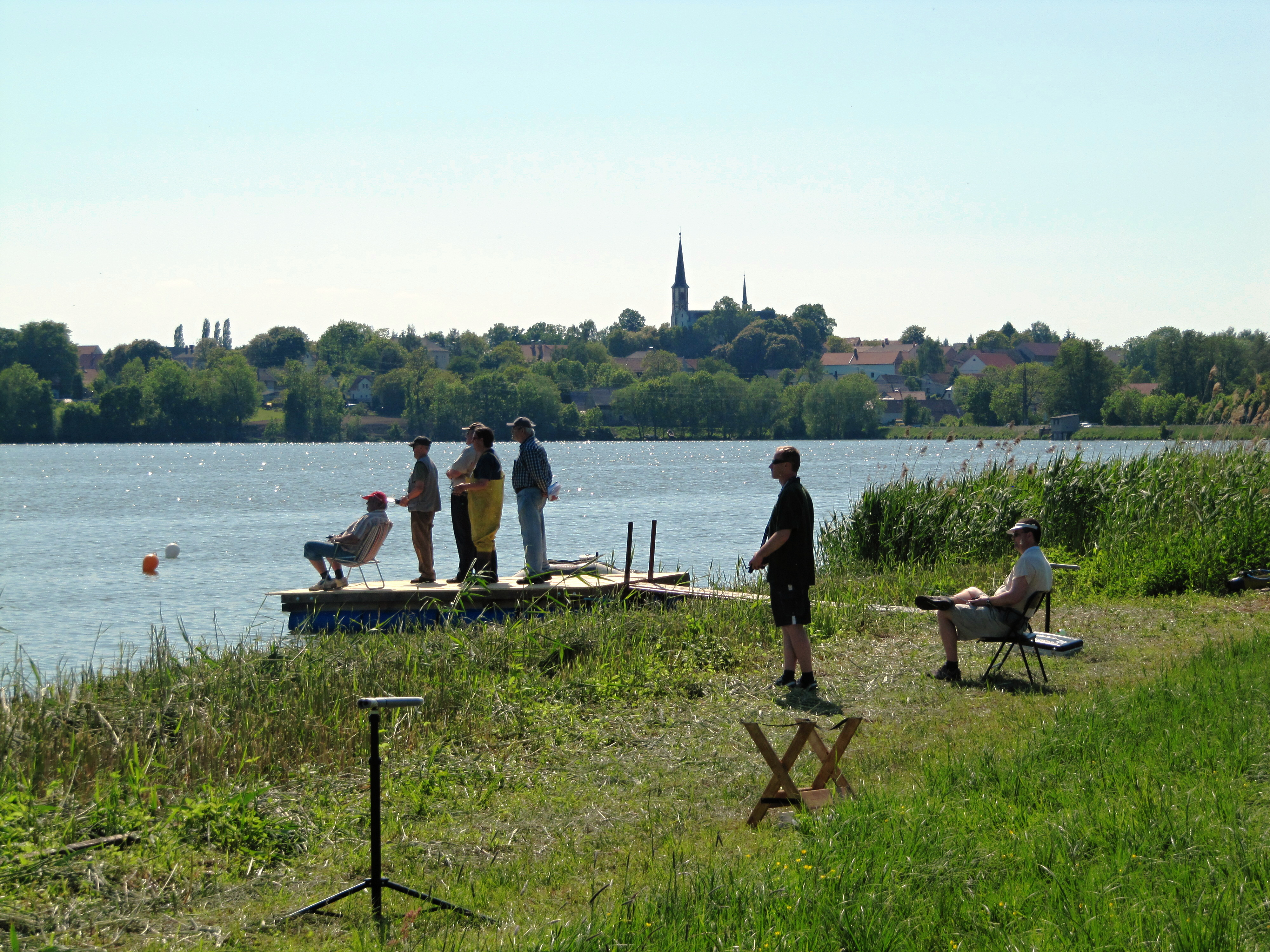
Vavřinecký rybník
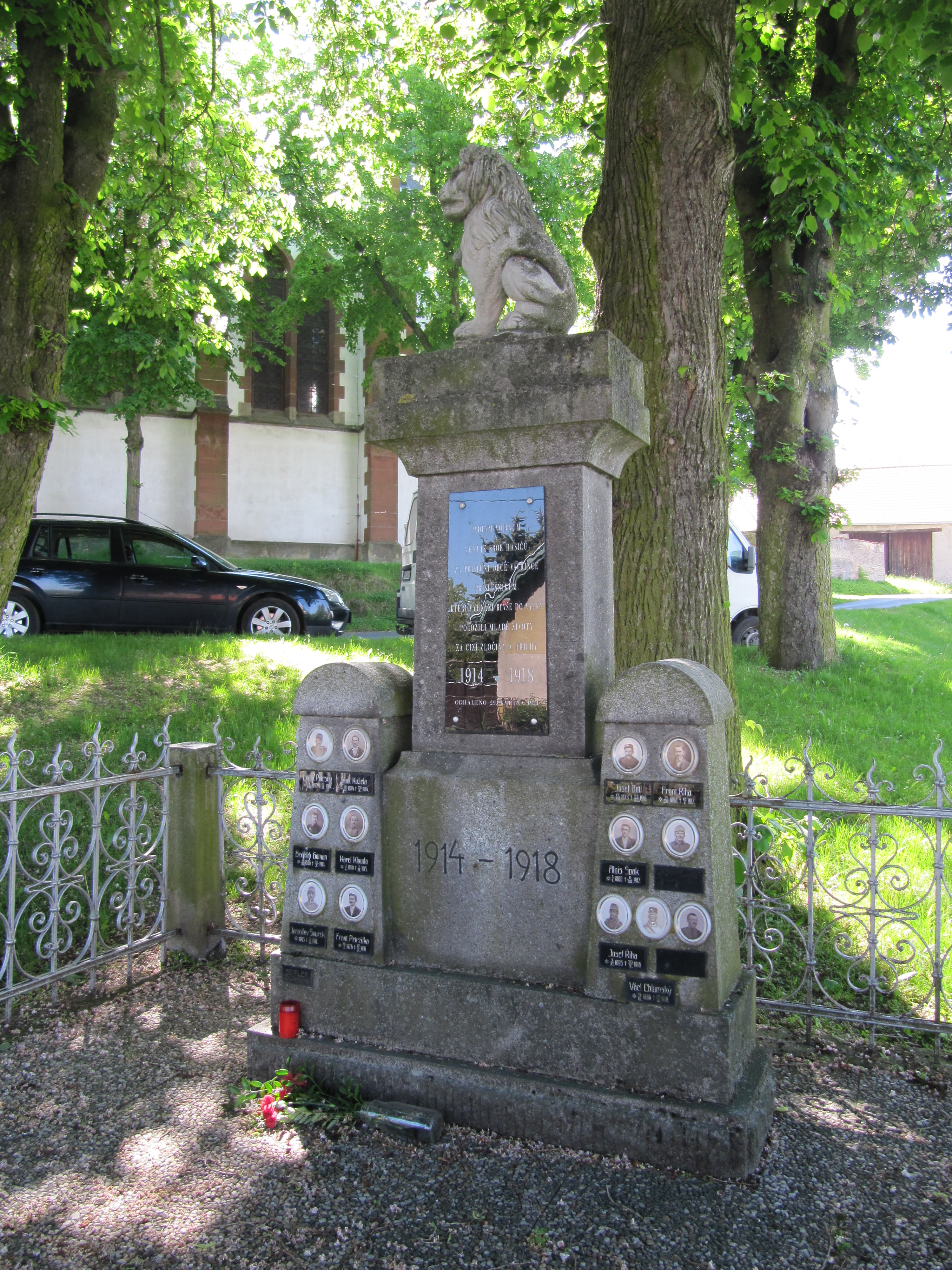
Pomník padlým
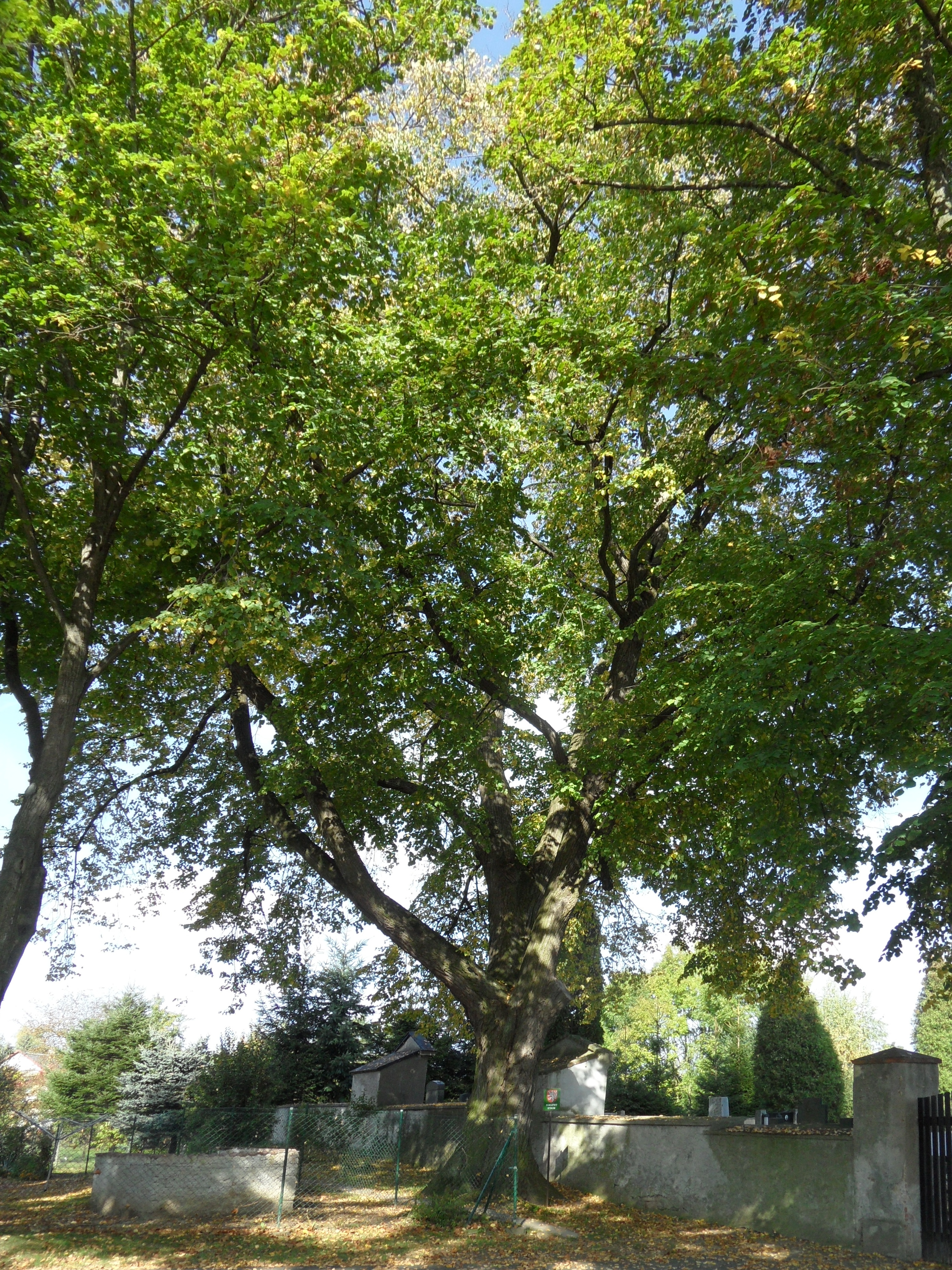
Lípa u hřbitova